# عقرب البحر قصير الجناح
عقرب البحر قصير الجناح (الاسم العلمي: Scorpaena brachyptera) هي نوع من الأسماك يتبع جنس عقرب البحر من الفصيلة عقارب البحر.